# Najla Ben Abdallah
Najla Ben Abdallah (født 16. juni 1980 i Tunesien) er en tunesisk skuespillerinde.

## Filmografi

### Kortfilm
- 2010 : Guldparodier af Majdi Smiri
- 2013 : Whatever af Ismahane Lahmar som Neila

### Film
- 2012 : Falsk note af Majdi Smiri som Lilly
- 2012 : Barabbas af Roger Young som Esters ven
- 2015 : Thala My Love af Mehdi Hmili som Houriya
- 2019 : A Son af Mehdi M.Barsaoui som Maryem Ben Youssef

### Fjernsyn

#### TV-serier
- 2010 : Nsibti Laaziza (Min elskede svigermor) (Æresgæst i afsnit 12 af sæson 1) af Slaheddine Essid som Sawssen
- 2010 : Donia af Naïm Ben Rhouma
- 2012–2014 : Destiny (Sæson 3–4) af Sami Fehri som Feriel Ben Abdallah
- 2013 : The Fifth Wife af Habib Mselmani som Rym Sissawi
- 2014 : Skole af Zied Letaiem og Rania Gabsi (sæson 1) som vikar
- 2015 : Naouret El Hawa (Vindmøllen) (sæson 2) af Madih Belaïd som Nahed
- 2015: Dar Ellozab (ungkarlehuset) af Lassaad Oueslati som æresgæst
- 2015 : Ambulance af Lassaad Oueslati som Siwar
- 2015: Sultan Achour 10 af Djaffar Gacem som Cleopatra VII
- 2016 : Noss Yum (en halv dag) (syrisk tv-serie) (en halv dag) af Samer Barqawi
- 2016 : Al Akaber (Overklassen) af Madih Belaïd som Hend
- 2016 : Traffic Jam af Walid Tayaa som æresgæst
- 2017 : Frisøren af Zied Letaïem som æresgæst
- 2018 : Téj El Hadhra (The Beycale Era's Town) af Sami Fehri som Lella Hsseyna
- 2019 : Awled Moufida 4 (The Sons of Moufida) af Sami Fehri som Najla The Attorney
- 2019 : The Kingdoms of Fire af Alejandro Toledo og Peter Webber som Triviana
- 2019 : Wind Alley (Zanket Errih) af Osama Rezk som Louisa
- 2020 : Awled Moufida 5 af Sami Fehri som Najla The Attorney

#### TV-film
- 2012 : Flugten fra Kartago af Madih Belaïd

#### TV-shows
- 2012 : Labes (We are Fine) på Ettounsia TV
- 2012 : Klem Ennes (The People's Talk) om El Hiwar El Tounsi
- 2013 : Dhouk Tohsol (Take a Bite you will be compromised) (Episode 15) på Tunisna TV
- 2014 : Dhawkna (Take a Bite) (Afsnit 5) på Telvza TV
- 2014 : L'anglizi (The English) (Afsnit 10) på Tunisna TV
- 2016 : Tahadi El Chef (The Chef Challenge) (Afsnit 3) på M Tunesien
- 2017 : 100 Façons (100 Ways) på Attessia TV
- 2018 : Fekret Sami Fehri (The Idea of Sami Fehri) på El Hiwar El Tounsi
- 2018 : Labes om El Hiwar El Tounsi
- 2018 : Dimanche Tout Est Permis (I søndag er alt tilladt) (Tunesien) på El Hiwar El Tounsi
- 2019 : Dima Labes (We are Always Fine) på Attessia TV
- 2020 : 90 minutter på El Hiwar El Tounsi

### Videoer
- 2011 : Reklamespot for supermarkedskæden Magasin Général
- 2011 : Reklamespot for Tunesien
- 2011 : Reklamepladser for dessertcreme Danette af Danone
- 2018 : POINT M Parfumer: brand ambassadør

## Priser
- Gylden Orange International Bedste Kvinde-pris
- Bedste skuespillerinde 2020 ved Malmö Arab Film Festival